# CKMI-DT
CKMI-DT (qui s'identifie en ondes sous le nom de Global Montreal) est une station de télévision québécoise de langue anglaise située à Montréal. Elle est détenue par Corus Entertainment et affiliée au réseau Global.

## Historique

### CBC
La station a été lancée le 17 mars 1957 à Québec en tant que station anglophone locale affiliée à CBC Television alors que sa station-sœur dans le même édifice, CFCM-TV était affiliée à la Télévision de Radio-Canada jusqu'en 1964. Jean Pouliot était le directeur général. Ces stations étaient la propriété de Télévision de Québec, qui appartenaient à un consortium de Famous Players ainsi que trois stations de radio AM locales (CHRC, CKCV et CJQC (en)). Télévision de Québec a été presque forcé de vendre ses stations afin de conformer aux règlements du CRTC sur la propriété des stations de radio et de télévision qui doivent appartenir à 80 % par une compagnie canadienne. Famous Players a donc réduit ses parts à 20 %. La compagnie a changé de nom pour Télé-Capitale en 1972.
CKMI et CFCM ont été achetés par Corporation de Gestion La Vérendrye en deux phases en 1979 et 1982, qui a vendu Télé-Capitale Inc. à Pathonic Communications en 1984. En juillet 1989, Télé-Métropole prend contrôle de Pathonic.
Étant donné le marché anglophone restreint à Québec, CKMI a éprouvé des problèmes financiers, résultant à un bulletin de nouvelles de cinq minutes par jour, Inside Quebec.

### Global

Logo sous le nom de « Global Quebec »

Global Communications Ltd. a tenté en 1973, en préparation du lancement de CKGN Toronto, d'installer un ré-émetteur à Maxville (Ontario), situé près de Cornwall (Ontario), afin de couvrir le sud-est de l'Ontario, mais la demande a été refusée par le CRTC à cause de sa proximité de Montréal. Global s'est essayé de nouveau en 1992, mais le CRTC a de nouveau refusé, voulant éviter que les câblodistributeurs montréalais distribuent le signal pour fins de distribution à titre facultatif.
En 1995, Télé-Métropole s'associe à Canwest Global afin de revitaliser CKMI. En 1997, TVA vend sa participation de 51 % dans la station à Canwest, désaffilie CKMI du réseau CBC pour la transformer en station du réseau Global. Les modalités de cette entente entraîne le déplacement de canal de CKMI du canal 5 au canal 20 au Mont Bélair, alors qu'un ré-émetteur de CBC de Montréal prend le relais au canal 5. CKMI a alors ajouté des stations satellites à Montréal (canal 46) et Sherbrooke (canal 11).
Peu après le lancement de Global en septembre 1997, la production des bulletins de nouvelles a déménagé à Montréal, dans les studios de TVA sur le Boulevard De Maisonneuve. En 2002, Global a racheté les parts de TVA et déménagé ses studios dans l'édifice du Carré Dominion. Éprouvant toujours des difficultés financières et n'étant pas autorisé à vendre de la publicité locale de Montréal, Canwest obtient l'approbation du CRTC en 2009 de renommer la station de Global Quebec à Global Montreal et avoir ainsi accès aux publicités locales.
Canwest était aussi propriétaire de la station multiculturelle CJNT Montréal en 2001 à la suite de leur acquisition de la compagnie WIC. Étant donné leurs difficultés financières, Canwest a obtenu la permission de diffuser des émissions en anglais en soirée. CJNT-TV servait principalement à diffuser des séries additionnelles du réseau Global lors de conflits d'horaire afin de conserver leurs droits de substitution par câble sur les réseaux américains.
Depuis le 1er avril 2016, Shaw Media est contrôlé par Corus Entertainment.

## Nouvelles
CKMI produit un bulletin de nouvelles de 30 minutes tous les jours à 18 h et 23 h, ainsi qu'une émission culturelle hebdomadaire Focus Montreal. Tout comme les autres stations Global du Canada, les animateurs sont placés devant un écran vert qui crée une salle de nouvelles virtuelle. Les caméras, l'éclairage et les reportages sont contrôlés à distance au centre de contrôle situé à Edmonton, et le résultat final est envoyé directement à l'antenne de CKMI. De nombreux emplois redondants ont été éliminés à la suite de l'introduction de cette technologie. Le météorologiste est situé dans les studios de Global à Toronto.
This Morning Live était l'émission matinale de trois heures produite dans les studios de Montréal en 1997 jusqu'à son annulation en 2007 à cause des cotes d'écoutes basses. À la suite du rachat de Canwest par Shaw Media, l'émission matinale est revenue à l'antenne depuis le 28 janvier 2013.

### Équipe actuelle
- Laura Casella - Global News Morning
- Kim Sullivan - météo - Global News Morning
- Jamie Orchard - Global News le midi, Global News à 17 h 30 et Focus Montreal

De Toronto :
- Crystal Goomansingh et Antony Robart - Global News at 11
- Angie Seth - Global News at 6 et Global News at 11 - weekend
- Anthony Farnell, Mike Arsenault et Ross Hull - météo
- Anthony Bruno, Rob Leth, Asa Rehman et Megan Robinson - sports

Depuis l'automne 2015, les nouvelles du soir et la fin de semaine proviennent de Toronto.

## Télévision numérique et haute définition
| Chaîne | Format | Aspect | Programmation                             |
| ------ | ------ | ------ | ----------------------------------------- |
| 15.1   | 1080i  | 16:9   | Programmation principale CKMI / Global HD |

CKMI-DT-2 à Sherbrooke a converti son antenne analogique en numérique au canal 11 et a commencé à diffuser en numérique le 10 août 2011. Dans le cadre d'un programme gouvernemental visant à ré-allouer les fréquences 600 MHz aux services cellulaires impliquant des changements de fréquences, l'émetteur de la station a changé du canal 11 au canal 10 le 3 juillet 2020.
CKMI-DT dans la ville de Québec a converti son antenne analogique en numérique au canal 20 et a commencé à diffuser en numérique le 13 août 2011.
CKMI-DT-1 à Montréal a éteint son antenne analogique au canal 46 le 14 août 2011 durant le bulletin de nouvelles de 18 h et a commencé à diffuser en numérique au canal 15 (virtuel 15.1) le 17 août 2011 à partir du Mont-Royal.
Les abonnés au câble et IPTV de la province de Québec ont eu accès à Global HD de provenance de Toronto jusqu'au 22 août 2011, lorsque la source a été changée pour Global Montréal HD. Le changement a été effectué plus tard pour les abonnés à Bell Télé.

## Antennes
En italique: CKMI-DT Québec est une station-relais de radiodiffusion semi-satellite de CKMI-DT-1 Montréal, en quoi elle peut diffuser de la publicité locale ou régionale, et peut présenter un nombre limité de programmes distincts de ceux de sa station mère.

## Logos

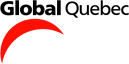
Premier logo utilisé de 1997 à 2006
Logo de Global Québec, 2006 à 2009
Logo actuel de Global Montréal